# Johann Jakob Dorner der Ältere
Johann Jakob Dorner der Ältere (* 18. Juli 1741 in Ehrenstetten im Breisgau; † 22. Mai 1813 in München) war ein deutscher Maler, Radierer und Restaurator. Johann Jakob Dorner der Jüngere ist sein Sohn.

## Leben und Werk
Dorner lernte 1752 Goldschmied und ab 1753 bei Franz Joseph Rösch Malerei in Freiburg im Breisgau. 1759 wird er bei Joseph Bauer in Augsburg noch zum Freskanten ausgebildet. Ab 1761 ist er in München ansässig und wird 1765 von Kurfürst Max III. zum Hofmaler ernannt. 1766–69 führt ihn eine Studienreise in die Niederlande. Die Rückreise führte ihn über Paris und die Schweiz. In München wird er kurfürstlicher Galerieinspektor und arbeitet als Zeichenlehrer. 1799 zog er sich aus dem Staatsdienst zurück.
Dorner zählt wie Ferdinand Kobell zu den Künstlern am Münchner Hof, die die Kunst Kleinmeister der Niederlande des 17. Jahrhunderts – etwa Gerrit Dou, Frans van Mieris und Godfried Schalken intensiv wieder aufgreifen. Seine Landschaften, Genreszenen und Porträts regten die nachfolgende Generation intensiv an.
Größere Bestände seiner Werke befinden sich in der Deutschen Barockgalerie in Augsburg, den Bayerischen Staatsgemäldesammlungen und in der Staatlichen Graphischen Sammlung München.